# Habitatge al carrer Comerç, 7-9 (Vilanova i la Geltrú)
L'Habitatge al carrer Comerç, 7-9 és un edifici de Vilanova i la Geltrú (Garraf) inclosa a l'Inventari del Patrimoni Arquitectònic de Catalunya.

## Descripció
Es tracta d'un edifici entre mitgeres de planta baixa i tres pisos. Cada pis té una finestra i un balcó que van decreixent de baix a dalt. Diferents tipus de cartel·les sostenen el balcó de cada pis. Les cartel·les del primer pis presenten fulles d'acant, les del segon amb elements figuratius i les del tercer són simples. Cada pis està separat de l'altre per una cornisa i cadascun té un balcó de ferro. Els balcons resulten interessants. La porta d'accés és d'arc de mig punt i al costat més gran, hi ha una altra porta d'arc escarser.

## Història
El 1859 és l'any de la seva construcció, segons consta en un treball de ferro de la façana, en la tarja de la porta d'accés.